# Glen Rock (Nova Jérsei)
Glen Rock é um distrito localizado no estado americano de Nova Jérsei, no Condado de Bergen.

## Demografia
Segundo o censo americano de 2000, a sua população era de 11.546 habitantes.
Em 2006, foi estimada uma população de 11.396, um decréscimo de 150 (-1.3%).

## Geografia
De acordo com o United States Census Bureau tem uma área de
7,0 km², dos quais 7,0 km² cobertos por terra e 0,0 km² cobertos por água.

## Localidades na vizinhança
O diagrama seguinte representa as localidades num raio de 8 km ao redor de Glen Rock.